# Ulises Rosales del Toro
Ulisses Rosales del Toro (Província d'Oriente, 8 de març de 1942) és un militar cubà, fins al 2011 Membre del Buró Polític del Comitè Central del Partit Comunista de Cuba. Ostenta la condecoració d' Heroi de la República de Cuba.

## Biografia
Fill de camperols pobres descendent d'espanyols, des de 1957 va combatre en l'Exèrcit Rebel durant la Revolució Cubana. Va ser Cap de l'Exèrcit Occidental de Cuba i va servir a Algèria en 1963 (la primera expedició militar cubana en l'exterior). En 1967 va participar en una missió guerrillera a Veneçuela, i després en la Guerra Civil angolesa, on va ser Cap de l'Agrupació de Tropes del Sud i participà en la batalla de Cuito Cuanavale (1988). De 1981 a 1997 va ser Cap del Estat Major General de les Forces Armades Revolucionàries de Cuba. En 1997 va ser nomenat Ministre del Sucre i posteriorment Ministre de l'Agricultura. Després, per acord del Consell d'Estat, va ser alliberat d'aquest Ministeri; i com a Vicepresident del Consell de Ministres de Cuba, va ser designat per atendre els Ministeris de la Indústria Alimentària, del Sucre i de l'Agricultura, càrrec que va ocupar de 1997 a 2009. En 2009 fou nomenat vicepresident del consell de ministres. En 2017 els seus fills foren nomenats directius de l'empresa pública Habaguanex S.A.